# Lac de Sauvabelin
Le lac de Sauvabelin est un lac artificiel situé sur les hauts de la ville de Lausanne dans le canton de Vaud, en Suisse. Il figure au recensement des parcs et jardins historiques de la Suisse.

## Géographie
Situé dans le bois de Sauvabelin, à 663 m d'altitude sur la commune de Lausanne dans le quartier de Sauvabelin, il mesure 150 m de long sur 100 m de large et est alimenté par quelques sources et, lorsque leur débit devient insuffisant, par le réseau d'eau de la ville de Lausanne. C'est un lieu de promenade et l'un des symboles lausannois de la nature en ville. Le lac est bordé par un restaurant, un parc animalier et une grande place de jeux. En outre le bois de Sauvabelin comprend notamment la tour de Sauvabelin, deux refuges forestiers à louer et la « réserve naturelle des vieux chênes ».

## Histoire
En 1888, la société de développement de la ville de Lausanne obtient une concession pour créer un « lac permanent de patinage », qui deviendra le lac de Sauvabelin, du nom de la forêt dans laquelle il voit le jour. Un chalet, qui deviendra restaurant, est construit en 1891, puis un parc à biches en 1896. Le lac fut desservi jusqu'en 1948 par le funiculaire Lausanne – Signal (de Sauvabelin).
La légende voudrait que le nom de Sauvabelin vienne du latin Sylva Bellini, littéralement "forêt de Belinus", dieu celte. Il semblerait plutôt que le nom vienne de Belin, le bélier du roman de Renart[réf. souhaitée].

## Faune

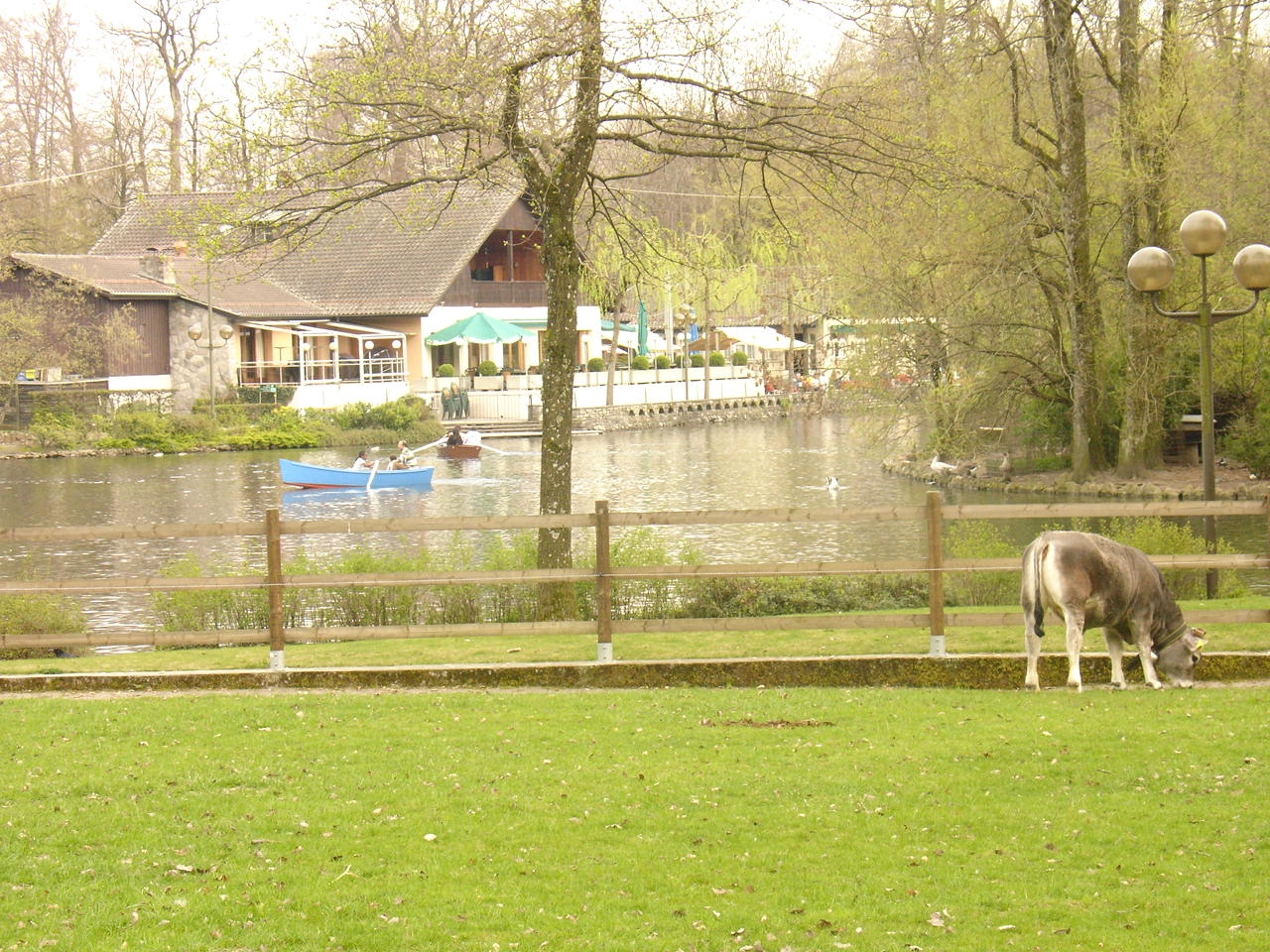
Une vache grise rhétique, le lac et le restaurant.

La faune variée du lac et des alentours comprend des poissons, comme différentes sortes de carpes, des oiseaux d'eau (plusieurs espèces de canards, dont le canard colvert, et d'oies, la foulque macroule ou le cygne) ainsi que plusieurs tortues de Floride. Le lac a hébergé à une époque des amours blancs (ctenopharyngodon idella) appelés également carpe chinoise ou le koï, appelé également carpe japonaise ou nishikigoï, mais ces poissons exogènes ont été euthanasiés lors des derniers travaux de réfection.
Depuis 2006, les daims du parc animalier en bordure du lac ont laissé leur place à des espèces d’animaux de rente  menacées et soutenues par Pro Specie Rara. Il comprend des vaches grises rhétiques, des porcs laineux, des moutons roux du Valais et miroirs, des chèvres bottées et des poules appenzelloises huppées.